# The Soul of Buddha
The Soul of Buddha é um filme mudo norte-americano de 1918, do gênero romance, dirigido por J. Gordon Edwards e estrelado por Theda Bara, que também escreveu a história do filme.

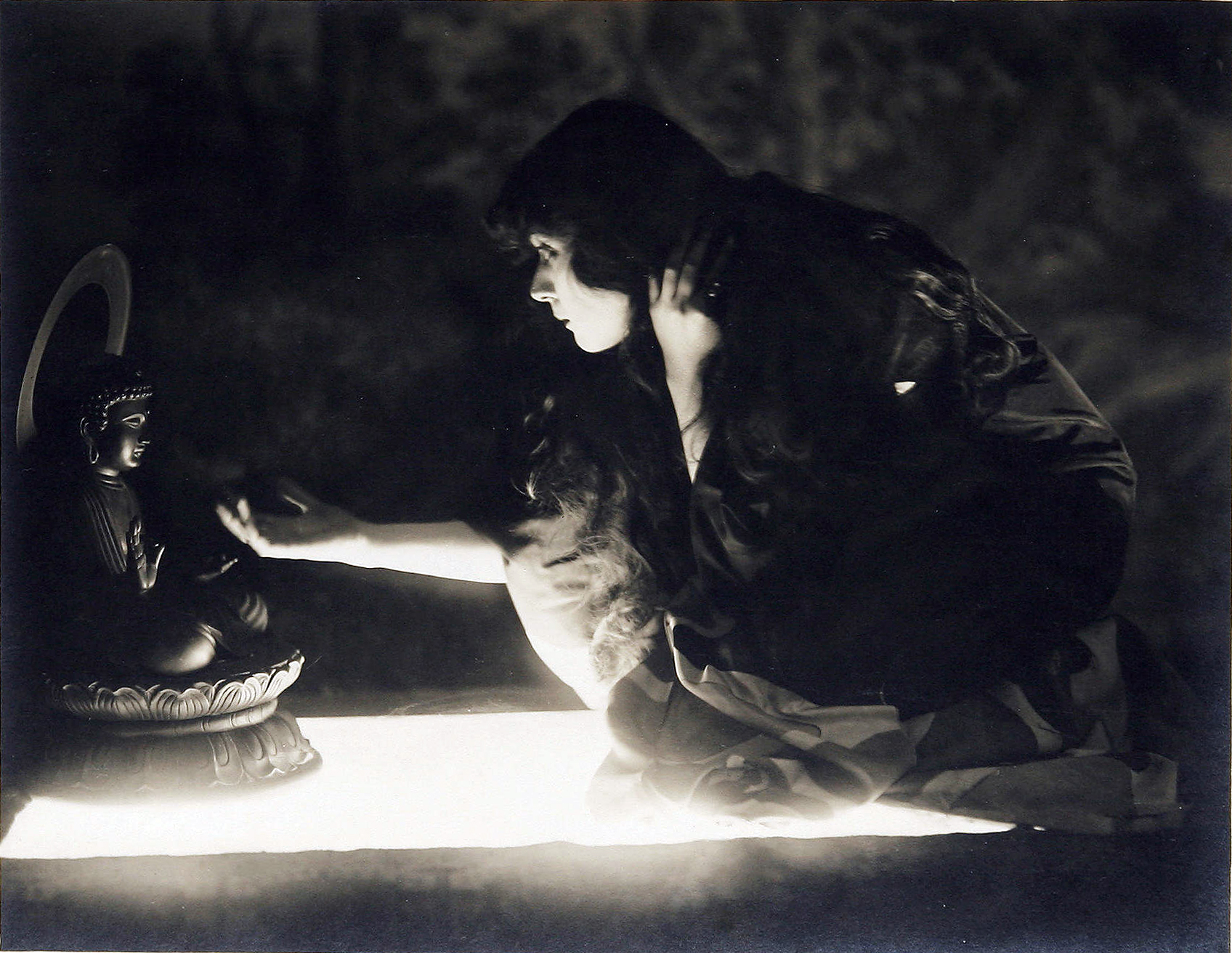
Theda Bara em The Soul of Buddha.

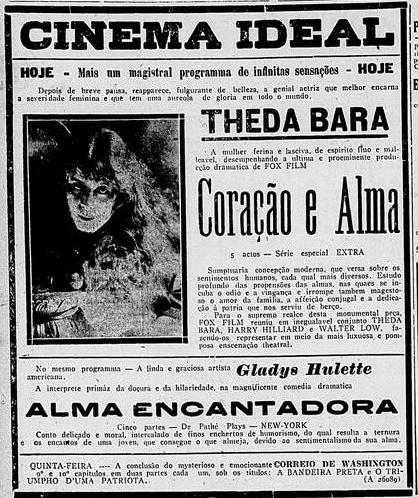
Propaganda do filme Coração e Alma (The Soul of Buddha) na revista Correio da Manhã (RJ) no Brasil.

O filme foi produzido pela Fox Film Corporation e foi filmado no Fox Studio em Fort Lee, Nova Jérsei.

## Elenco
- Theda Bara como Sacerdotisa
- Victor Kennard como Ysora
- Florence Martin como Esposa do Romaine
- Tony Merlo como M. Romaine (creditado como Anthony Merlo)
- Jack Ridgeway como (creditado como Jack Ridgway)
- Hugh Thompson como Sir John Dare
- Henry Warwick como Gerente de palco

## Status de preservação
O filme atualmente é considerado perdido.
Um pequeno fragmento no documentário "Theda Bara et William Fox" mostrando Theda fumando smoking enquanto ouve uma serenata é considerado um clip deste filme.